# アダム・アンジェイェフスキ

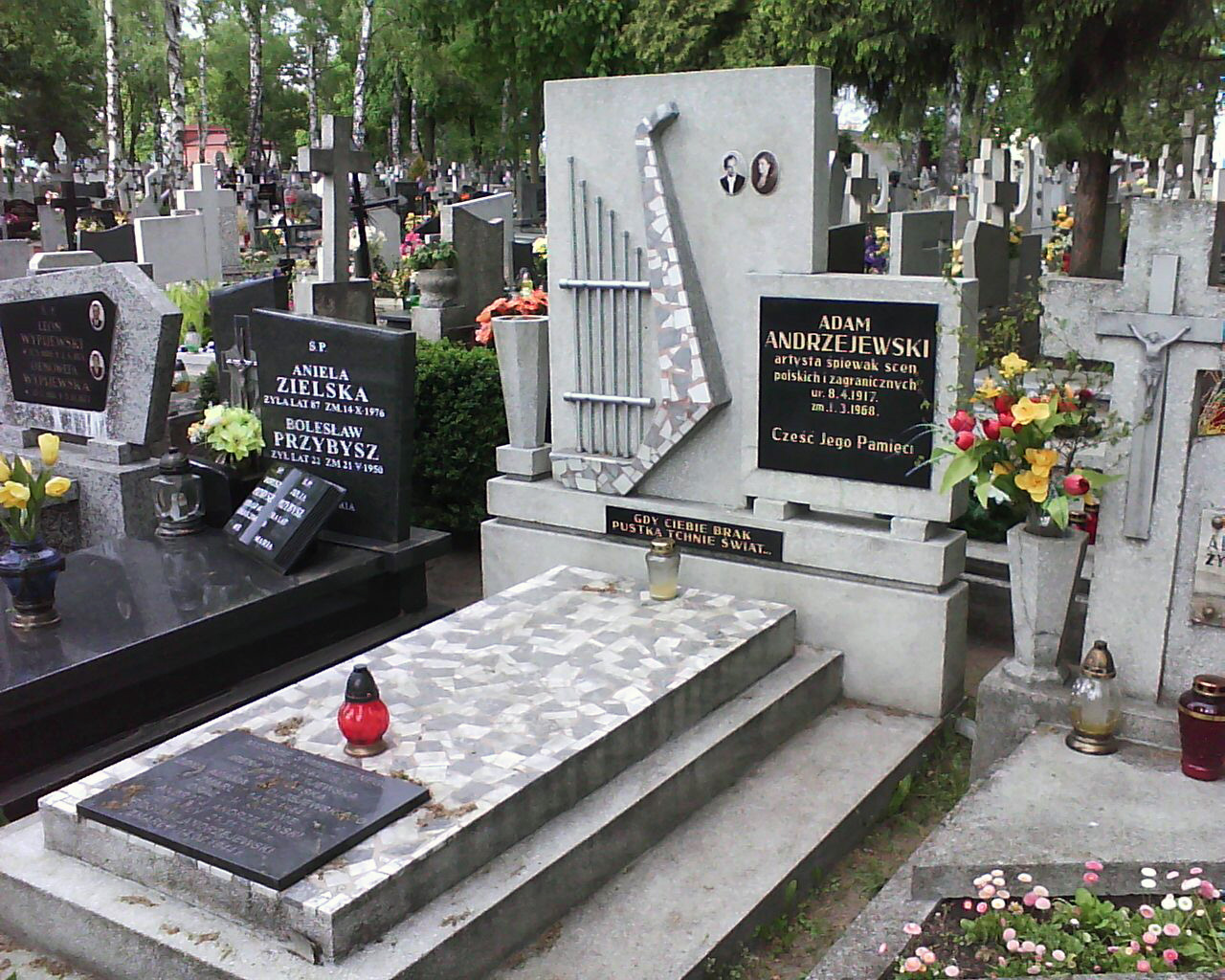
ヴウォツワヴェクにあるアダム・アンジェイェフスキの墓

アダム・アンジェイェフスキ（ポーランド語: Adam Andrzejewski、1917年4月8日(ヴウォツワヴェク) - 1968年3月1日(ドイツ)）は、ポーランド外で活躍する芸術家・テノール歌手。 

## 経歴
1952年にOpera Śląskaで歌い始める。 その後、彼はブロツラフに移った。 1954-1955年には Operze Łódzkiejで歌った。 彼はBydgoszcz Operaで歌い、彼は重要なソリストだった。
1960年代初め、彼はドイツに行った。
1963年から、彼はSen derenbergのTheatre der Bergarbeiterで歌った。
アダム・アンジェイェフスキの墓は、ヴウォツワヴェクの共同墓地にある。